# Льюис, Гилберт Ньютон
Гильберт Ньютон Льюис (англ. Gilbert Newton Lewis; 23 октября 1875 года, Уэймут, Массачусетс, США — 23 марта 1946 года, Беркли, Калифорния) — американский физический химик.
Автор основных научных работ в области химической термодинамики, фотохимии, химии изотопов, ядерной физики. Предложил новую формулировку третьего начала термодинамики. В 1912-1916 годах предложил и развил электронную теорию химической связи, впервые объяснил ионную и гомеополярную (ковалентную) связи, разработал методы расчёта свободных энергий химических реакций. В 1926 году ввёл термин фотон для обозначения мельчайшей единицы излучения.

## Детство и учёба
Гилберт Ньютон Льюис родился 25 октября 1875 года недалеко от Бостона (штат Массачусетс, США). В первые годы жизни родители Льюиса занимались его домашним обучением. В девятилетнем возрасте он переехал с родителями в город Линкольн (штат Небраска), где уже в тринадцать лет поступил в подготовительную школу Университета Небраски в Линкольне. По её окончании стал студентом университета, где учился до начала третьего курса. В 1893 году, перевёлся в Гарвардский колледж, а после его окончания (1896) провёл год, обучаясь в Академии Филлипса в Эндовере. Затем Льюис вернулся в Гарвард, чтобы получить учёную степень. Став магистром искусств (1898) и доктором философии (1899), написал диссертацию на тему «Некоторые электрохимические и термохимические отношения амальгам цинка и кадмия», которая была опубликована в соавторстве с Теодором Уильямом Ричардсом.

## Дальнейшая карьера
В 1904 году, пробыв год в Гарвардском университете на должности преподавателя, Льюис уехал на стажировку за границу. Сначала он посетил Лейпциг, где провёл семестр вместе с В. Ф. Оствальдом, затем прибыл в Гёттинген к В. Г. Нернсту.
Затем вернулся в Гарвард, проработав здесь 3 года в качестве инструктора, после чего принял посты руководителя мер и весов на Филиппинских островах и химика в бюро науки в Маниле.
Зачастую учёный предпочитал всем своим занятиям погоню за чистой наукой, и потому, даже будучи чрезвычайно занятым человеком, он находил достаточное количество средств и времени на изучение разложения оксида серебра. Более того, на его счету имеется также доклад на тему «Гидратация в растворах».
В 1905 году Льюис вернулся в США, чтобы присоединиться к известной группе физических химиков, организованной в Массачусетском технологическом университете Артура Нойеса, которая активно стимулировала физико-химические исследования в Соединённых Штатах. 7 лет, которые Льюис провёл в МТИ, были отмечены очень интенсивной научной активностью (как экспериментальной, так и теоретической), которая далее сопровождала всю его карьерную деятельность. Результаты работы за данный период опубликованы более чем в 30 журналах. Некоторые из результатов были особенно важны и даже на сегодняшний день достаточно распространены среди физико-химиков. Среди достижений — открытие ряда точно определённых электродных потенциалов элементов, которое, как говорил сам Льюис, принесло ему наибольшее удовлетворение.
Именно в вышеупомянутый период Льюис написал свои эпохальные статьи, «Очерки новой системы химической термодинамики» (1907) и «Свободная энергия химических веществ». Они явились тем началом, которое дало продолжение в лице объёмной серии статей по экспериментальному определению свободных энергий. Уже в 1923 году вышла его большая работа, написанная при участии Мерли Рендела: «Термодинамика и свободная энергия химических соединений».
Однако Льюис не принадлежал к числу людей, предпочитавших сосредоточивать свои силы на одном или двух направлениях. В вышеупомянутый период в результате встречи с Альбертом Эйнштейном учёный стал одним из основоположников и соавторов теории относительности, не пользовавшейся популярностью в то время. Льюис публиковал свои работы по данной теме совместно с Эдгаром Брайт Уилсоном, и позднее, с Эдвардом Чейсом Толманом.
К 1912 году Льюис прошёл через низшие профессорские чины и приобрёл достаточную репутацию для того, чтобы стать деканом Колледжа химии и председателем отделения химии в Университете Калифорнии, учреждении, которое благодаря лидерским способностям своего президента, Бенджамина Иде Уилера, вышло на свою нынешнюю позицию среди выдающихся американских университетов.
Льюис был избран членом Национальной академии наук США в 1913 году, через год после прибытия в Университет Калифорнии. Там он работал в качестве председателя секции химии. В 1934 году научный деятель подал в отставку из академии в знак чрезмерного доминирования одних людей по отношению к другим.
По ведению дел на химическом факультете (деловой единице) и в колледже химии (учебной единице) Льюис показал себя одним из ценных лидеров, способных влиять на членов организации естественным путём причин и убеждений, а не ссылаясь на искусственно созданные авторитет и позицию.
Работа Льюиса в Калифорнии была прервана в связи с началом Первой мировой войны. В декабре 1917 года он был переведён в газовую службу, позже в военно-химическую. В январе 1918 года учёный принял решение отправиться во Францию. Льюис начал работу в Париже на должности директора лаборатории Военно-химической службы, однако уже после вынужденного отправления на фронт в качестве наблюдателя во время крупного немецкого наступления в марте учёный написал проникновенный доклад начальнику. После получения доклада Льюиса генерал Амос Альфред Фриз назначил учёного начальником всей Военно-химической службы.
Находясь в этой должности, Льюис организовал американскую исследовательскую газовую оборонную школу. Она была установлена рядом со штаб-квартирой в Шомоне, в Хенлонском направлении. Эта школа тренировала около 200 офицеров газовой защиты в неделю для американской армии. Как следствие, потери от химических газовых атак, которые в начале 1918 года составляли большую часть всех жертв, вскоре упали до минимального процента от общих потерь. В 1922 году ему была присвоена медаль за выдающиеся заслуги, сопровождающаяся фразой: «Благодаря своей необычайной энергичности, выдающимся способностям и высоким техническим достижениям он оказывает чрезвычайно ценную услугу по обеспечению новыми данными об использовании и эффектах ядовитых газов и предоставлению докладов. На основе этих сообщений была в значительной степени построена противогазовая политика американских сил. Позднее, как начальник оборонного отдела химической военной службы, Льюис получил высокую оценку в защите наших офицеров и солдат против вражеских отравляющих газов и способствовал успеху американских военных сил в обеспечении более качественного и более эффективного использования газов, особенно горчичного, против врагов и, тем самым, оказал огромную услугу нашему правительству».
Льюис вернулся в Вашингтон незадолго до окончания войны, где был повышен в звании до подполковника и стал начальником учебного отдела химической военной службы. Его также наградили крестом Ордена Почётного легиона. Позднее Льюис вернулся в Университет Калифорнии, начав работать с ассистентом М. Ренделом над большим трактатом по термодинамике, упомянутом выше. Он был опубликован в 1923 году. Трактат состоял из результатов работы, начатой в 1899 году, и был представлен в серии из шестидесяти работ.

## Научные достижения
Научные достижения Льюиса очень велики. Его называют одним из самых выдающихся американских физических химиков (и химиков). Учёный также интересовался широким спектром научных проблем.
Первой работой Льюиса, относящейся к термодинамике, была совместная работа с Т. В. Ричардсом. Она называлась «Некоторые электрохимические и термодинамические взаимоотношения амальгам цинка и кадмия» и отражала результаты докторской диссертации. Профессор последовал за самой важной работой[что?], в которой он исследовал константы в уравнении свободной энергии. Наиболее важным теоретическим трудом в тот период был «Очерк новой системы термодинамической химии».
В 1906 году Льюис установил равновесное значение потенциала кислородного электрода и доказал, что прямые измерения потенциала не дают равновесного значения. Это явилось началом длинной серии экспериментальных и теоретических исследований, призванных привести различные физико-химические методы в согласие. Затем он начал определение электродных потенциалов ряда элементов, включая литий, натрий, калий, рубидий, хлор, бром, йод, кислород, ртуть, серебро, таллий, свинец и железо. Все эти измерения были сделаны с точностью, которая во многом превосходила предыдущие данные других исследователей. Льюис также изобретал методы измерения потенциалов электродов из щелочных металлов.
В 1912 Льюис совместно с Барроу обратимо синтезировал мочевину. Это было первое типичное органическое соединение, синтезированное из неорганических материалов и элементов. Также в этом году учёный заложил основы точного расчёта водных растворов с вычислением активностей ионов сильных электролитов.
В 1916 Льюис высказал идею, что ковалентная химическая связь образуется за счёт обобществления пары электронов, то есть электронная плотность распределяется между двумя атомами, в противовес принятой тогда теории, что один из связанных атомов несёт положительный, другой отрицательный заряды. Эта теория сейчас называется электронной теорией химической связи. Впоследствии эта идея Льюиса была развита нобелевским лауреатом Ирвингом Ленгмюром и послужила отправной точкой для исследований Лайнуса Полинга. Льюис сформулировал идею, что завершённый внешний электронный слой содержит восемь электронов (хотя никогда не использовал собственно термина «октет»), а также предложил обозначать электроны точками у символа элемента. Его книга «Валентность и структура атомов и молекул» (1923) стала классической.
В 1917 году совместно с Гиббсом, он начал исследование в рамках третьего закона термодинамики, вернувшись к проблеме, которую он затронул в своей докторской диссертации.
В 1919, изучая магнитные свойства растворов кислорода в жидком азоте, он впервые обнаружил молекулы четырёхатомного кислорода O4.
Льюис всегда увлекался цветом. В 1920 году он посвятил ему лекцию по исследованиям факультета, которая ежегодно преподавалась одним из членов правления университета. В последние годы своей жизни он вернулся к изучению цвета и флуоресценции во взаимосвязи со структурой, опубликовав совместно со своими сотрудниками серию из 18 статей. В этой работе, как и раньше, он демонстрировал своё широкое знание органической химии, которое было не в полной мере оценено теми, кто прежде всего думал о нём как о физхимике.
В 1921 году Льюис вместе с Ренделом заложили основы для расчёта концентрированных растворов, освободив химиков от необходимости ограничиваться работой с разбавленными растворами. В том же году, в статье «Коэффициенты активности сильных электролитов», опять-таки в соавторстве с Ренделом, он рассмотрел всевозможные методы измерения коллигативных свойств растворов. Эта статья также провозглашала принцип ионной силы, которая после этого была разработана теоретически Дебаем и Хюккелем.
В 1923 он сформулировал одну из основных современных теорий кислот и оснований — электронную (её второе название — теория Льюиса). Согласно ей, кислота — вещество, принимающее электронные пары, то есть акцептор электронных пар, а основание — вещество, отдающее электронные пары, то есть донор электронных пар (в химии такие соединения получили названия соответственно кислот и оснований Льюиса). Это определение не только не сходилось с концепцией свойств гидроксильных ионов, которую позже предложили Бренстед и Лоури, но и освобождало понятие кислоты от того ограничения, что она должна иметь возможность отдавать протон. Точка зрения Льюиса в значительной степени упускалась из виду в 1930-х на волне энтузиазма относительно протон-донорно-акцепторной теории, которая считалась современной и правильной и изучалась даже в элементарных курсах.
Льюис вернулся к этому вопросу в статье, опубликованной в 1938 году в Журнале Института Франклина, озаглавленной «кислоты и основания». В ней он писал: «Признание Бренстедом и его школой таких ионов, как галогенид- и ацетат-ионы в качестве настоящих оснований вместе с развитием концепции органических оснований, как правило, делают представленный список оснований идентичным моему собственному. С другой стороны, любое ценное и поучительное развитие идеи кислот было предотвращено тем, что я имею искушение назвать это современным культом протона. Ограничение группы кислот веществами, содержащими водород, мешает так же серьёзно с систематической химической точки зрения, как ограничение окислителей веществами, содержащими кислород».
Также в этом году Льюис представил свой семинар по валентности, который был опубликован в его влиятельной книге «Валентность и структура атомов и молекул». В предисловии к книге содержится его свидетельство о кооперативной природе всего разработанного в лаборатории, что под его добросовестным руководством привело с годами к противостоянию по отношению к искушениям эгоизма и ревности («Для моих коллег и студентов из Университета Калифорнии, без помощи которых эта книга не была бы написана. Мы много лет обсуждали проблемы атомной и молекулярной структуры, и некоторые из идей, представленных здесь, возникли из группы, а не от отдельных индивидуальностей. Так что, в некотором смысле, я действую только в качестве редактора этой группы»).
Позже публикации Льюиса появились и в трудах Национальной академии наук и в публикациях сообщества Фарадея. Его самая обширная работа на эту тему появилась в 1923 году под названием «Валентность и структура атомов и молекул» в монографии Американского химического сообщества. В этих работах он подробно, так же как и Коссель, развивал идеи Абегга относительно значения октета электронов в атоме, однако решил пойти далее, нежели Коссель, чем привлёк внимание к доказательствам о спаривании электронов. Объяснил существование неполярных химических связей. Точки зрения органической и неорганической химии относительно химических связей, которые в то время имели немного общего, Льюис согласовал в явлении спаривания электронов. В дальнейшем учёный привёл в гармонию электронную структуру эмпирических обобщений Вернера касательно валентности и координационного числа. Он обратил внимание на атомы «переменных ядер», позднее обнаруженных из спектральных исследований. Льюис также указал на особенности молекул с нечётным числом электронов и обратил внимание на взаимосвязь между магнитными свойствами и электронной структурой.
В 1926 Льюис предложил термин фотон для обозначения мельчайшей единицы излучения.
В 1933 он выделил в чистом виде тяжёлую воду (оксид дейтерия) (совместно с Г. К. Юри, (Harold C. Urey), своим учеником, который ранее, в 1932, обнаружил предсказанные ранее Льюисом отдельные молекулы тяжеловодородной воды в природной воде). Он провёл большое количество исследований тяжёлой воды, дейтрона (ядро атома дейтерия, аналог протона), а также изотопов лития и исследований в нейтронной физике. Льюис совместно с Э. Лоуренсом работал над созданием циклотрона и был одним из первых учёных, проводивших эксперименты по столкновению элементарных частиц. С помощью ряда молодых сотрудников он разработал гениальные микрометоды, основанные на собственных свойствах элемента «тяжёлой воды» и других соединений дейтерия. Льюис предоставил О. Лоуренсу и другим физикам оксид дейтерия, благодаря чему были определены первые физические свойства дейтерия. Однажды посетитель-учёный спросил его, что тот делает с прибором, снабжённым длинной целлофановой осмотической трубкой. Льюис ответил одной из остроумных фраз, которыми он был известен среди друзей: «Я пытаюсь получить тяжёлую воду с помощью искусственного мочевого пузыря».
Льюис разработал методы расчёта свободных энергий химических реакций (энергии Гиббса), за время работы в МТИ он определил огромное количество термодинамических параметров не только энергии Гиббса, но и электродных потенциалов, проводимости и других, составив таблицы их значений, которые используются до сих пор.
Льюис предложил новую формулировку третьего начала термодинамики, что дало возможность точно определить абсолютную энтропию.
В последние годы жизни он интересовался фотохимией, в частности, установил, что люминесценция органических молекул включает возбуждённое триплетное состояние (состояние, в котором электроны, вместо того, чтобы существовать парами с противоположным спинами, существуют в возбуждённом состоянии с ориентированном в одном направлении вектором спина).  Он также измерил магнитные свойства триплетного состояния.
Эти теории оказали беспредельное влияние на ход мыслей химиков. Можно упомянуть, в частности, их плодотворное применение в серии работ Ленгмюра. В журнале Американского химического сообщества Ленгмюр заявил, что «недавно выдвинутая Льюисом теория валентности, видимо, является наиболее удовлетворительной картиной химической комбинации из всех предложенных на сегодняшний день». Химическая литература изобилует ссылками на эту работу Льюиса. В течение некоторого времени его взгляды на природу химических связей, в частности, на связывающие пары электронов, не были популярны среди физиков, потому что они имели мало общего с атомом бора, но появление новой квантовой механики дало яркое подтверждение этому типу связи и позволило по-иному отнестись к научным взглядам Льюиса. Полинг заявил, что «применение квантовой механики к взаимодействию сложных атомов и к неполярным химическим связям в целом уже сделано. Стоит упомянуть, что сделанные выводы полностью эквивалентны, полученным Г. Н. Льюисом в его теории общей электронной пары».
Льюис также разработал целый ряд специальных методов, химических, алгебраических, арифметических и графических для обработки термодинамических данных. Эти методы имели огромное значение в спасении термодинамики от бесплодной позиции в трактатах по физике, за счёт чего было принято решение поместить её в качестве рабочего инструмента в руки химика, который до того не осознавал их жизненной необходимости.
Немногим людям в их шестьдесят хватало воображения, чтобы выделить новое направление. Но это было характерно для Льюиса, ведь большинство из представленных работ были сделаны после его 65-летия, после которого, согласно правилам университета, его отстранили от исполнения своих административных функций. Однако учёный продолжил работать в качестве профессора до 70 лет.
Льюис предпочитал изучение не только флуоресценции и фосфоресценции, он также читал американскую предысторию[что?] и в 1945 году представил доклад в клубе Chit-Chat в Сан-Франциско по этому вопросу. Другая статья, «Термодинамика оледенения», появилась в Science посмертно. Его умственная активность время от времени переносилась от его основных исследований и проявилась в 2-х иного рода статьях: «Europas Skudder och Mynfoten» (Finsk Tidskrift, 1924) и «План стабилизации цен» (Экономический журнал, 1925).

## Научная школа, созданная Льюисом
Являясь деканом Колледжа Химии и председателем Отделения Химии в университете Калифорнии, Льюис принял мудрое положение о создании новых зданий для исследований и полного ведомственного обновления. Он собрал группу молодых людей, которые под его блестящим лидерским управлением, образовали центр интенсивной научной активности. Все участники являлись инструкторами или профессорами химии, а не её отдельных отраслей. Ни один из них не был назначен на позицию запасного или лидера. Не существовало никаких разделений в организации, названной ранее. Все собирались вместе, чтобы обсудить химию (органическую, неорганическую, физическую, любую). Максимальная свобода во мнениях и соображениях была обязательна.
Записывающий вспоминал одну из первых посещённых им исследовательских конференций. На ней Льюис намеренно сделал неоднозначное заявление, что для него было характерно. С мальчишеским восторгом, шокируя консерваторов, один из лучших аспирантов возразил: «Нет, это не так». Записывающий был в ужасе от смелости аспиранта, ведь такие замечания были опасны в некоторых учреждениях. Но Льюис обратился к нему, непринуждённо интересуясь: «Нет? Почему нет?». После этого последовала оживлённая дискуссия, факты и логические предположения. В другой раз, когда студент также критиковал одно из его утверждений, Льюис подметил: «Это дерзкое замечание, но оно тоже уместно».
Члены кафедры стали как афиняне, которые, по словам апостола Павла, «проводили время ни за чем иным, как за рассказом о чём-то новом, или слушанием чужого рассказа о чём-то новом». Любой считавший, что его посетила блестящая мысль, старался изложить её коллеге. Группы по два или более человек оживлённо дискутировали в аудиториях, порой даже в коридорах. Таким образом, кафедра стала численно больше, нежели действительно заявленное в ней количество участников.
Методы обучения профессора были основаны именно на исследованиях. На ежедневных лекциях Льюис использовал материалы, уже изложенные в заслуженных книгах. Также профессор нередко проводил семинары по изучаемым темам. Отличия по отношению к другим отделениям университета были так велики, особенно с позиции классических эмпирических академических законов, что отделение по количеству научных знаний в своей области переросло целый факультет.
Несомненно, Льюис торжествовал, когда находил своих молодых коллег такими же продуктивными, как и он сам. Он ограждал их от чрезмерного планового преподавания. Учёный отправлял новых студентов поговорить с членами кафедры, предоставляя им свободу выбора по поводу решения какой-либо проблемы. Льюис кардинально отличался от других руководителей, которые придерживались мнения, что младшие члены кафедры должны работать на старших.
Льюис свободно предоставлял персоналу возможность выбора проблемы, а новичкам пути, по которому им следует идти. Они встречались каждую неделю и обсуждали организацию работы новых членов, разрешали связанные с ней вопросы. Несмотря на то, что лекции преподавались одновременно пятистам студентам в большой химической аудитории, семинары же Льюис предпочитал проводить сам в группах по 25 человек. Остальным преподавали его многочисленные помощники. Жалобы первокурсников на отсутствие контактов с профессорами в Университете Калифорнии не имели места быть.
Собственно, обучающая нагрузка самого Льюиса не была ограничена лишь председательством на «научных конференциях» с участием всех старших сотрудников и аспирантов кафедры, но и в этой сфере его влияние на подчинённых было впечатляющим. Остальная часть учебного плана под его руководством была ограничена до небольшого числа основных курсов с большой свободой выбора посещения как на младших, так и на старших курсах. Презентации, не вызывающие вопросов или комментариев, были самой настоящей редкостью. В наши дни на стене возле кресла, где сидел Льюис, висит его портрет, демонстрирующий преподавателя в характерной позе и с вездесущей сигарой.
Журналист Fortune писал: «несомненно, это самый колоритный факультет в стране, и, несомненно, он вносит самый заметный вклад в Университете в управление образованием». Льюис в те годы являлся почтенным человеком, у которого было достаточно настойчивости, достоинства, и чувства ответственности, чтобы выстроить большой институт как единое целое.
Таким образом, установленная Льюисом система оказала глубокое влияние на альтернативные системы обучения профессоров, подвигнув преподавателей повысить свои стандарты обучения. Она доказала им, что талант исследователя нельзя передать лишь отстранённым преподаванием.

## Научные награды и знаки признания
Льюис был удостоен многих наград. Он получил почётные степени университетов Чикаго, Ливерпуля, Мадрида, Пенсильвании и Висконсина, был избран почётным членом Королевского института Великобритании, химического общества в Лондоне, Индийской академии наук, Шведской академии, Датской академии, Королевского общества и Института Франклина в Пенсильвании, награждён медалями Николса, Гиббса, Дэви, Аррениуса, Ричардса, сообщества искусств и наук. Являлся докладчиком в Йельском университете в 1925 году и выбрал в качестве темы своего доклада «Анатомию науки», стараясь рассмотреть некоторые научные предрассудки в нескольких областях.
В 1913 Льюис стал членом Национальной академии наук в Вашингтоне (однако в 1934 прекратил членство в этой организации из-за несогласия со внутренней политикой этой организации). В 1930 был награждён медалью Общества искусств и наук как «выдающийся американский химик». Иностранный член Лондонского королевского общества (1940). С 1942 почётный член Академии наук СССР. Более тридцати раз номинировался на Нобелевскую премию. В 1970 г. Международный астрономический союз присвоил имя Гилберта Льюиса кратеру на обратной стороне Луны.

## Личная жизнь
Льюис умер неожиданно 23 марта 1946 года в своей лаборатории за экспериментами по флуоресценции. У него осталась жена, Мария Шелдон Льюис, с которой они обвенчались в 1912 году, и двое сыновей, Ричард Ньютон и Эдвард Шелдон, оба химики, и дочь, Марджери Селби.